# Malocampa muscipilosa
Malocampa muscipilosa är en fjärilsart som beskrevs av Paul Dognin 1916. Malocampa muscipilosa ingår i släktet Malocampa och familjen tandspinnare. Inga underarter finns listade i Catalogue of Life.